# Nairi Grigorian Avakimov
Nairí Grigorián Avakimov (Bakú (Azeirbaiyán), 2 de agosto de 1968) es una pianista de nacionalidad española, de origen Armenio, que ha residido en Zaragoza desde 1991. 
Empezó sus estudios de piano con cinco años de edad, bajo la dirección de Yegórova, quién también fue profesora de Bella Davídovich. Tras dos meses de estudios estuvo en condiciones de acceder a obras de un nivel muy superior al de su edad: El "Álbum para la juventud" de P.I. Tchaikovsky completo y "Doce pequeños preludios" de J.S. Bach.
A la edad de 7 años , Nairi entró en la Special Central Music School del Conservatorio de Moscú, junto con otros 6 alumnos de diferentes cursos, de un total de 600 aspirantes.  El responsable de su educación musical, desde ese momento, pasó a ser Vladimir Bunin.  En esta etapa también estudió con Lev Naúmov, Nelly Eguiazarova y Jacov Flier. Quiso estudiar Física, como su madre, pero la música se lo impidió. A la edad de 17 años ,  acabó sus estudios con Matrícula de Honor, interpretando el Concierto para piano y orquesta, Op. 23 de P. I. Tchaikovski y los Estudios Sinfónicos de Robert Schumann, entre otros trabajos. Becada a lo largo de siete años con la Beca Tchaikovsky, fue posteriormente premiada por el Fondo de Cultura de Armenia como joven promesa (única concedida en Armenia).
En 2002, obtiene la Medalla de Oro del Assesorato de Cultura de Lombardía (Italia) por su trabajo educativo e interpretativo, y ejerció una extensa actividad como miembro de jurado en concursos internacionales.  Desde entonces fue miembro del Concurso Internacional de Piano Camillo Togni, en Brescia (Italia) de 2002 a 2005. Durante los meses de agosto de 2003 y agosto de 2004, ejerció de asistente personal del gran maestro Aquiles Delle-Vigne en el Festival Internacional Mozarteum,  en Salzburgo. Desde 2004 hasta la actualidad ha ejercido de profesora en el Conservatorio Superior de Rótterdam (Holanda).
Su sonido es redondo, poderoso e inmarcesible. La técnica de la que hace alarde es sincera, sin caer en excesos pretenciosos, siempre al servicio de la música y evitando excesos gratuitos. Esta gran intérprete hace que el público se olvide del tiempo y del espacio en sus conciertos.
Además de concertista, su trabajo es pedagógico. En 1992, establecida definitivamente en Zaragoza, abre el "Centro Especial de Música Armenia", donde numerosos alumnos se han beneficiado de sus enseñanzas. Su éxito pedagógico ha sido enorme desde entonces, estando avalado por un gran número de premios nacionales e internacionales obtenidos por su alumnado: más de 280 hasta el año 2017.